# Hydrophis donaldi
Hydrophis donaldi là một loài rắn biển được phát hiện vào năm 2012, phân bố tại vùng biển ngoài khơi phía bắc nước Úc. Đây là một loài rắn mới, khá bí ẩn và đặc biệt.

## Đặc điểm sinh học
Hydrophis donaldi có cấu tạo cơ thể với dãy gai nhỏ chạy dọc thân người ở dưới bụng, gai trên thân loài rắn mới này rất khác biệt so với họ hàng của chúng. Nó có da màu vàng nâu và nọc rất độc có thể gây chết người. Nọc độc của các loài rắn khác thường nằm ở răng, tuy nhiên loài Hydrophis donaldi lại có nọc độc ở da, chính xác là ở gai nhọn dưới bụng. Các chuyên gia đã nói rằng những gai nhọn trên bụng này đã thu hút sự tò mò của các loài khác và trở thành món mồi của loài rắn này.
Loài rắn này sinh sống trong môi trường nước đục, gần các sinh vật nguy hiểm như cá mập bò lớn, cá sấu nước mặn và sứa hộp độc. Quan sát thực địa cho thấy hàng xóm của loài rắn này cũng có khả năng gây nguy hiểm cho con người không kém như cá mập bò, cá sấu nước mặn, sứa độc... Nếu không cẩn thận khi bơi trong khu vực chúng sinh sống thì khả năng mất mạng là rất cao.